# 745

## Събития
- Втората гьоктюркска империя пада с убийството на последния каган, Баймей. На нейно място от изток навлиза империята на уйгурите. На запад карлуките получават независимост.
- Китай има постижения в поезията, живописта и печата, но монархическата му система клони към провал. Император Сюан Дзун е попаднал под очарованието на съпругата на сина си Янг Гуифей (една от четирите красавици на древен Китай), даоистка жрица. Той пренебрегва икономиката и династията Тан запада.
- Арабски завоевания: халиф Ибрахим ибн ал-Валид от династията на Омаядите е свален от власт от Маруан II.
- Бубонната чума в Мала Азия убива 1/3 от населението и постепенно обхваща Пелопонес (Балканския полуостров) (приблизителна дата).
- Карантания (съвременна Австрия) губи своята независимост и става част от Франкското кралство, поради надвисналата опасност от аварските племена от изток (приблизителна дата).
- Бонифаций става епископ на Майнц.
- Съвет, ръководен от папа Захарий, определя Рафаил, Михаил и Гавриил за архангели, но не и Уриел.

## Родени
- Вилехад, епископ на Бремен (приблизителна дата), † 789

## Починали
- Баймей, последният каган на Източнотюркския каганат
- Вивило, първият епископ на Пасау
- Тразимунд II, херцог на Сполето